# Andreas Gaber
Andreas Gaber (* 15. Januar 1973) ist ein ehemaliger deutscher Fußballspieler.
Der Mittelfeldspieler stand vor allem bei der TSG 1899 Hoffenheim und dem FC-Astoria Walldorf bzw. dessen Vorgängerverein FC 08 Walldorf unter Vertrag. Mit Schalke 04 spielte er kurzzeitig in der 1. Bundesliga.

## Karriere
Andreas Gaber spielte in der Jugend in Walldorf sowie Schwetzingen und bestritt drei Partien für die deutsche U18-Nationalmannschaft.
1991 verpflichtete ihn der Bundesligist FC Schalke 04, bei dem Gaber 1991/92 drei Bundesligaspiele bestritt. In der darauffolgenden Saison 1992/93 kam er nur in der Reservemannschaft in der Oberliga Westfalen zum Einsatz. 1993 nahm Gaber mit der Bundeswehr-Nationalmannschaft an der Militär-Weltmeisterschaft in Marokko teil und belegte den dritten Rang.
Ab der Saison 1993/94 folgten zwei Spielzeiten beim Oberligisten FC Remscheid. Von 1995 an spielte Gaber neun Jahre bei der TSG 1899 Hoffenheim; mit dieser erreichte er nacheinander Aufstiege in die Verbandsliga Baden (1996), Oberliga Baden-Württemberg (2000) und Regionalliga Süd (2001). Vom Aufstiegsjahr 2001 an bis 2004 bestritt er für Hoffenheim 51 Regionalliga-Spiele.
Nachdem er die TSG 2004 verlassen hatte, ließ Gaber seine Laufbahn beim FC Astoria Walldorf ausklingen, bei dessen Vorgängerverein FC 08 er bereits etwa anderthalb Jahrzehnte vorher gespielt hatte. Mit dem Aufstieg in die Oberliga Baden-Württemberg 2007 beendete er seine sportliche Karriere.
Im Anschluss an sein Karriereende wurde Gaber sportlicher Leiter der Walldorfer.

## Erfolge
- Aufstieg in die Regionalliga Süd (1): 2001
- Aufstieg in die Oberliga Baden-Württemberg (2): 2000, 2007
- Aufstieg in die Verbandsliga Baden (1): 1996
- Dritter Platz bei der Militär-WM (1): 1993